# Skärrande gräshoppa
Skärrande gräshoppa, Stauroderus scalaris, är en hopprätvingeart som beskrevs av Gotthelf Fischer von Waldheim, 1846. Skärrande gräshoppa ingår i släktet Stauroderus och familjen markgräshoppor, Acrididae.

## Kännetecken
Denna gräshoppa har en kroppslängd på 18 till 29 millimeter och färgen varierar från grönaktig till brun eller grå. Ett kännetecken för arten är att dess täckvingar är ovanligt breda. Från både hanen och honan hörs ett smattrade läte vid flykt, som vid landning övergår i ett karakteristiskt skärrande spelljud, som närmast kan beskrivas som ett pulserande väsande.

## Utbredning
Den skärrande gräshoppans huvudsakliga utbredningsområde är de  ryska  stäpperna. Den finns i bergsområden i södra och mellersta Europa, som i Alperna, Pyrenéerna och på Balkan. I Sverige finns den endast på norra Öland. Detta är också den enda platsen där arten förekommer i Norden. Närmast utanför Sverige finns den i södra Tyskland.

### Status
I Sverige är den skärrande gräshoppa klassad som Starkt hotad. De största hoten mot arten är igenväxning och ökad bebyggelse i de områden där den lever.

## Levnadssätt
Den skärrande gräshoppans habitat i Sverige är soliga och sandiga områden med gles växtlighet och en flora av ängskaraktär. Den undviker hårt betade områden och alvarmark För fortplantningens framgång är antalet soltimmar troligtvis det mest avgörande och mulna somrar påverkar därför arten negativt.